# Siena Heights University
La Siena Heights University è un'università privata di indirizzo cattolico con sede a Adrian, nello stato americano del Michigan.
Il Saint Joseph's College fu fondato nel 1919 dalle domenicane della Congregazione del Santo Rosario: prese il nome di Siena Heights College nel 1939 in omaggio a santa Caterina da Siena. Il college fu elevato al grado di university nel 1998.